# مزرعه حاجی علی عسگر
مزرعه حاجی علی عسگر روستایی در دهستان نصرآباد بخش مرکزی شهرستان تفت استان یزد ایران است.

## جمعیت
بر پایه سرشماری عمومی نفوس و مسکن در سال ۱۳۹۵ جمعیت این روستا ۲۹۳ نفر (۱۱۰خانوار) بوده‌است.